# Liste der Mitglieder des Provinziallandtags der Provinz Schlesien (6. Sitzungsperiode)
Diese Liste nennt die Mitglieder des Provinziallandtags der Provinz Schlesien 1841.

## Hintergrund
Der Provinziallandtag der Provinz Schlesien trat in seiner 6. Sitzungsperiode vom 28. Februar 1841 bis zum 4. Mai 1841 zusammen. Der Landtagsabschied datiert vom 6. August 1841.

## Liste der Abgeordneten
| Kurie                        | Wahlbezirk | Abgeordneter                                 | Anmerkung |
| ---------------------------- | --- | -------------------------------------------- | --- |
| Stand der Fürsten und Herren | Standesherrschaft Ober-Beuthen | Fürst Heinrich zu Carolath-Beuthen           | Oberjägermeister und Generalmajor, Carolath, Landtagsmarschall |
| Stand der Fürsten und Herren | Wilhelm Herzog von Braunschweig-Oels als Fürst zu Oels                                                                              | Moritz Heinrich von Prittwitz                | Major a. D., Landrat auf Schmoltschütz |
| Stand der Fürsten und Herren | Alois II. Fürst von Liechtenstein als Fürst zu Troppau und Jägersdorf                                                               | Johannes Karl von Sedlnitzky                 | Geheimer Regierungsrat auf Wiese |
| Stand der Fürsten und Herren | Fürstentum Sagan | 0                                            | Stimme ruhte, da Herzogin Wilhelmine von Sagan 1839 verstorben war |
| Stand der Fürsten und Herren | Fürst von Hatzfeld | Hermann Anton von Hatzfeldt                  | General-Landschaftsdirektor, auf Trachtenberg. Nachdem von Hatzfeldt die Landtagsberatungen wegen Dienstgeschäften verlassen musste, wurde er durch den königlichen Leutnant und Landesältesten von Frankenberg auf Bogislawitz vertreten |
| Stand der Fürsten und Herren | Victor I. von Ratibor | Graf Karl von Strachwitz                     | Kammerherr, auf Kaminietz |
| Stand der Fürsten und Herren | Herzog Ludwig von Anhalt-Köthen | Graf zu Dyhrn                                | Kammerherr aus Ulbersdorf und Ober-Schönau |
| Stand der Fürsten und Herren | 3 weitere Standesherrschaften | Prinz Calixt Biron von Curland               | |
| Stand der Fürsten und Herren | 3 weitere Standesherrschaften | Graf Carl Lazarus Henckel von Donnersmarck   | Erb-Oberland-Mundschenk, Oberst |
| Stand der Fürsten und Herren | 3 weitere Standesherrschaften | Graf Leopold von Schaffgotsch                | Erb-Landhofmeister und Kammerherr |
| Stand der Fürsten und Herren | 3 weitere Standesherrschaften | Hans Heinrich Graf von Hochberg-Fürstenstein | Rittmeister |
| Ritterschaft                 | 11 bevorrechtigte Familienfideikommisse                                                                                             | Prinz Adolf zu Hohenlohe-Ingelfingen         | Oberst, auf Koschenthin |
| Ritterschaft                 | Wahlbezirk Glogau | Freiherr Emil von Buddenbrock                | Kammerherr und Landesältester, auf Klein-Tschirne |
| Ritterschaft                 | Wahlbezirk Glogau | Freiherr Ernst von Köller                    | Geheimer Regierungsrat auf Altwasser |
| Ritterschaft                 | Wahlbezirk Glogau | Graf von Potworowski                         | Rittergutsbesitzer auf Schwusen |
| Ritterschaft                 | Wahlbezirk Liegnitz | Graf Bernhard von Schmettau                  | Obristleutnant a. D., auf Brauchitschdorf |
| Ritterschaft                 | Wahlbezirk Liegnitz | Graf Friedrich von Frankenberg               | Landrat im Landkreis Bunzlau, auf Warthau |
| Ritterschaft                 | Wahlbezirk Liegnitz | Karl Müller                                  | Landrat im Landkreis Goldberg, auf Straupitz |
| Ritterschaft                 | Wahlbezirk Hirschberg | Freiherr Wilhelm von Zedlitz-Neukirch        | Königlicher Landrat im Kreis Schönau, auf Neukirch |
| Ritterschaft                 | Wahlbezirk Hirschberg | Freiherr Otto von Zedlitz und Neukirch       | Königlicher Major a. D. und Landschaftsdirektor, auf Tiefhartmannsdorf |
| Ritterschaft                 | Wahlbezirk Schweidnitz | Graf Friedrich Hermann Nicolaus von Burghaus | Kammerherr und Landesältester, auf Laasan |
| Ritterschaft                 | Wahlbezirk Schweidnitz | Karl Wilhelm Aemilius Steinbeck              | Geheimer Oberbergrat, auf Muhrau |
| Ritterschaft                 | Wahlbezirk Schweidnitz | Eduard von Gellhorn                          | Landrat im Landkreis Schweidnitz, auf Jakobsdorf |
| Ritterschaft                 | Wahlbezirk Glatz | Baron Hermann von Gaffron                    | Königlicher Kreditinstitutsdirektor, auf Kunern |
| Ritterschaft                 | Wahlbezirk Glatz | Graf Hans von Strachwitz                     | Rittergutsbesitzer und Landschaftsdirektor, auf Peterwitz |
| Ritterschaft                 | Wahlbezirk Breslau | Graf Georg von Stosch                        | Landschaftsdirektor auf Manze |
| Ritterschaft                 | Wahlbezirk Breslau | Graf Emanuel von Hoverden                    | Königlicher Landrat im Kreis Ohlau, auf Hünern; nach dessen Tod: Friedrich Erhard von Röder, Rittmeister a. D. auf Rothsürben |
| Ritterschaft                 | Wahlbezirk Breslau | Graf Gustav von Saurma-Jeltsch               | Rittergutsbesitzer, auf Jeltsch |
| Ritterschaft                 | Wahlbezirk Wohlau | Karl von Köckritz                            | Landesältester, auf Sürchen |
| Ritterschaft                 | Wahlbezirk Wohlau | Graf Joseph von Hoverden-Plenden             | Kreis-Justizrat, auf Thauer |
| Ritterschaft                 | Wahlbezirk Oels | Karl Gottlob Friedrich von Kessel            | Direktor des königlichen Kreditinstituts, auf Raake |
| Ritterschaft                 | Wahlbezirk Oels | Ernst von Keltsch                            | Landesältester, auf Skarsine |
| Ritterschaft                 | Wahlbezirk Brieg | Erdmann von Pückler                          | Regierungspräsident in Oppeln, auf Scheblau |
| Ritterschaft                 | Wahlbezirk Brieg | Ludwig Heinrich Wilhelm von Ziegler          | Regierungsrat und Rittmeister a. D., auf Dambrau |
| Ritterschaft                 | Wahlbezirk Groß-Strehlitz | Graf Andreas von Renard                      | Königlicher Kammerherr, auf Groß-Strehlitz |
| Ritterschaft                 | Wahlbezirk Groß-Strehlitz | Freiherr Johann Gottlob von Reiswitz         | Landschaftsdirektor zu Ratiborm auf Wendrin |
| Ritterschaft                 | Wahlbezirk Ratibor | Baron Emil von Durant                        | Landrat im Kreis Rybnik, auf Baranowitz |
| Ritterschaft                 | Wahlbezirk Ratibor | Graf Karl von Strachwitz                     | Landesältester auf Polnisch Krawarn; Nachdem dieses aufgrund seiner Familienverhältnisse ausschied, nahm der Landesälteste und Kreisdeputierte Wilhelm von Wrochem auf Brzesnitz an den Landtagsberatungen teil                           |
| Ritterschaft                 | Wahlbezirk Neustadt | Friedrich Otto Josef von Lange               | Landrat a. D im Landkreis Cosel, auf Teschenau |
| Ritterschaft                 | Wahlbezirk Neustadt | Graf Hans von Seherr-Thoß                    | Landrat a. D im Landkreis Neustadt O.S. und Landesältester, auf Cujau |
| Ritterschaft                 | Wahlbezirk Neustadt | Graf Ernst von Seherr-Thoß                   | Landesältester, auf Dobrau |
| Ritterschaft                 | Wahlbezirk Görlitz | Graf von Gersdorf                            | Kammerherr, auf Hermsdorf |
| Ritterschaft                 | Wahlbezirk Görlitz | Heinrich LXXIV. Reuß zu Köstritz             | Rittergutsbesitzer, auf Jänkendorf |
| Ritterschaft                 | Wahlbezirk Görlitz | Rudolf von Uechtritz                         | Kreis-Deputierter, auf Nieder-Heidersdorf |
| Ritterschaft                 | Wahlbezirk Görlitz | Graf von Löben                               | Rittergutsbesitzer, auf Nieder-Rudelsdorf |
| Ritterschaft                 | Wahlbezirk Görlitz | Leopold Weissig                              | Landesältester, auf Hartmannsdorf |
| Ritterschaft                 | Wahlbezirk Görlitz | Friedrich Leopold von Ohnesorge              | Landrat im Landkreis Rothenburg (Ob. Laus.), auf Bremenhain |
| Städte                       | Breslau | Klocke                                       | Stadtverordnetenvorsteher und Kaufmann |
| Städte                       | Breslau | G.A. Milde                                   | Kaufmann und Fabrikbesitzer |
| Städte                       | Breslau | Johann Gottfried Tschocke                    | Maurermeister |
| Städte                       | Brieg | Werner                                       | Apotheker |
| Städte                       | Glogau | Germershausen                                | Kaufmann |
| Städte                       | Grünberg | Benjamin Conrad                              | Tuchfabrikant |
| Städte                       | Liegnitz | Bornemann                                    | Medizinal-Assessor und Ratsherr |
| Städte                       | Neisse | Carl von Adlersfeld                          | Bürgermeister |
| Städte                       | Schweidnitz | Friedrich Scheil                             | Kaufmann |
| Städte                       | Frankenstein | Franz Polenz                                 | Bürgermeister und Stadtrat |
| Städte                       | Landshut | Oberländer                                   | Apotheker |
| Städte                       | Goldberg | Carl Benjamin Wiener                         | Kaufmann und Ratsherr |
| Städte                       | Sagan | H.W. Höppe                                   | Kaufmann |
| Städte                       | Ratibor | M. Albrecht                                  | Kaufmann und Ratsherr |
| Städte                       | Görlitz | Samuel Traugott Prüfer                       | Ratsherr |
| Städte                       | Görlitz | Franke                                       | Ratsherr |
| Städte                       | Lauban | Weiner                                       | Kaufmann; nach dessen Ausscheiden wegen privater Geschäft: Heinze, Kaufmann |
| Städte                       | Freistadt, Naumburg am Bober, Neusalz, Neustädtel, Priebus, Primtenau, Schlawa, Sporottai und Deutsch-Wartenberg                    | Samuel Ferdinand Facilides                   | Bürgermeister in Neusalz |
| Städte                       | Beuthen, Bolkenhayn, Hainau, Hohenfriedberg, Köben, Lüben, Parschwitz, Polkwitz, Raudten, Schönau                                   | Brettschneider                               | Ratsmann in Beuthen |
| Städte                       | Friedeberg, Greiffenberg, Kupferberg, Lähn, Liebenthal, Löwenberg, Naumburg am Queis, Schmiedeberg, Schömberg, Liebau               | Hauke                                        | Kämmerer in Löwenberg |
| Städte                       | Friedland, Gottesberg, Münsterberg, Nimptsch, Reichenbach, Silberberg, Freiburg, Waldenburg                                         | F.W. Kattner                                 | Kaufmann in Nimptsch |
| Städte                       | Habelschwerdt, Landeck, Lewin, Mittelwalde, Neurode, Reichenstein, Reinerz, Wartha, Weilhelmsthal, Münchelburg                      | Diettrich                                    | Bürgermeister in Reinerz |
| Städte                       | Neumarkt, Ohlau, Ganth, Stehlen, Striegau, Wansen, Zobten                                                                           | Joseph Fiebig                                | Bürgermeister und Kaufmann in Ganth |
| Städte                       | Freihahn, Guhrau, Herrnstadt, Leubus, Militsch, Stroppen, Sulau, Trachenberg, Groß-Tschirnau, Winzig, Wohlau, Steinau               | Carl Scholz                                  | Bürgermeister in Guhrau |
| Städte                       | Auras, Dyhrenfurth, Festenberg, Hundsfeld, Juliusburg, Medzibor, Oels, Prausnitz, Trebnitz, Polnisch-Wartenberg                     | Gebauer                                      | Bürgermeister in Oels |
| Städte                       | Carlsmarkt, Constadt, Creutzburg, Ramslau, Pitschen, Reichsthal, Bernstadt, Löwen, Falkenberg                                       | G. Koschinski                                | Bürgermeister in Pitschen |
| Städte                       | Krappitz, Landsberg, Leschnitz, Lublinitz, Rosenberg, Groß-Strehlitz, Schurgast, Tost, Ujest, Kieferstädtl                          | Anton Kachel                                 | Bürgermeister in Tost |
| Städte                       | Ober-Beuthen, Guttentag, Gleiwitz, Kosel, Loslau, Nikolai, Pleß, Peisfretscham, Rybnik, Sohrau, Tarnowitz, Hultschin                | Joseph Gladzick                              | Kämmerer in Gleiwitz |
| Städte                       | Bauerwitz, Ober-Glogau, Katscher, Grottsau, Leobschütz, Neustadt, Ottmacherau, Patschau, Ziegenhals, Züls                           | H. Merkel                                    | Ratmann in Patschau |
| Städte                       | Städte der Oberlausitz: Halbau, Hoyerswerda, Marlissa, Muskau, Reichenbach, Rothenburg, Ruhland, Schönberg, Seidenberg, Wittichenau | Friedrich Heinrich Kolbe                     | Senator und Apotheker in Marlissa |
| Landgemeinden                | Wahlbezirk Glogau | Ernst Krug                                   | Erbscholteibesitzer, Dammerau |
| Landgemeinden                | Wahlbezirk Liegnitz | Johann Samuel Thomas                         | Erbscholteibesitze, Groß-Leßwitz |
| Landgemeinden                | Wahlbezirk Liegnitz | Johann Jeremias Röhrig                       | Kreis-Tarator, Leisersdorf |
| Landgemeinden                | Wahlbezirk Hirschberg | Thomas                                       | Erbscholteibesitzer, Hertwigswaldau |
| Landgemeinden                | Wahlbezirk Schweidnitz | Carl Göllner                                 | Erbscholteibesitzer, Seiserbau |
| Landgemeinden                | Wahlbezirk Glatz | Joseph Berndt                                | Erbscholteibesitzer, Gallenau |
| Landgemeinden                | Wahlbezirk Breslau | Ernst Wilhelm Scholz                         | Erbscholteibesitzer, Popelwitz |
| Landgemeinden                | Wahlbezirk Wohlau | Winkler                                      | Polizei-Distriks-Scholz, Domnitz |
| Landgemeinden                | Wahlbezirk Oels | Basset                                       | Erbscholteibesitzer, Groß-Zöllnig |
| Landgemeinden                | Wahlbezirk Brieg | Daniel Freitag                               | Erbscholz, Schönwald |
| Landgemeinden                | Wahlbezirk Groß-Strehlitz | Anton Stöbel                                 | Freigutsbesitzer, Lubetzko |
| Landgemeinden                | Wahlbezirk Ratibor | Johann Perczick                              | Erbscholz, Buslawitz |
| Landgemeinden                | Wahlbezirk Neustadt | Anton Allnoch                                | Erbscholteibesitzer, Beigwitz |
| Landgemeinden                | Wahlbezirk Neustadt | Franzl Schwarzer                             | Erbscholteibesitzer, Weizenberg |
| Landgemeinden                | Wahlbezirk Görlitz | Johann Michael Schäfer                       | Erbscholteibesitzer und Kreisrichter, Marckersdorf |
| Landgemeinden                | Wahlbezirk Görlitz | Karl Gottlieb Leberecht Protze               | Erblehenrichter, Nieder-Seiffersdorf |